# 瓦拉贾巴德
瓦拉贾巴德（Walajabad），是印度泰米尔纳德邦Kancheepuram县的一个城镇。总人口10859（2001年）。

## 人口
该地2001年总人口10859人，其中男性5444人，女性5415人；0—6岁人口1333人，其中男701人，女632人；识字率74.82%，其中男性为81.56%，女性为68.05%。